# Break the Silence
Break the Silence es el cuarto álbum de estudio de la banda alemana de a cappella metal van Canto, lanzado el 23 de septiembre de 2011. Contiene 13 canciones, cinco de ellas siendo versiones, y dos de ellas con artistas invitados: Joakim Brodén (de Sabaton) invitado que aparece en la canción "Primo Victoria", Marcus Siepen (de Blind Guardian) invitado que aparece en la canción "Spelled in Waters". A Storm to Come es la canción más larga hasta la fecha, durando 9:13.

## Lista de canciones.
| N.º | Título                                                             | Duración |  |
| 1.  | «If I Die in Battle»                                               | 4:46     |  |
| 2.  | «The Seller of Souls»                                              | 3:24     |  |
| 3.  | «Primo Victoria» (Sabaton cover, junto a Joakim Brodén de Sabaton) | 3:44     |  |
| 4.  | «Dangers in My Head»                                               | 4:05     |  |
| 5.  | «Black Wings of Hate»                                              | 4:41     |  |
| 6.  | «Bed of Nails» (Alice Cooper cover)                                | 3:37     |  |
| 7.  | «Spelled in Waters» (junto a Marcus Siepen de Blind Guardian)      | 4:26     |  |
| 8.  | «Neuer Wind»                                                       | 3:21     |  |
| 9.  | «The Higher Flight»                                                | 5:00     |  |
| 10. | «Master of the Wind» (Manowar cover)                               | 6:09     |  |

| Bonus tracks |                                                         |          |  |
| N.º          | Título                                                  | Duración |  |
| 11.          | «Betrayed»                                              | 4:58     |  |
| 12.          | «Bad to the Bone» (Running Wild cover)                  | 4:52     |  |
| 13.          | «A Storm to Come» (junto a Helen Vogt de Flowing Tears) | 9:13     |  |

## Créditos

### Miembros
- Dennis Schunke (Sly) – Vocalista
- Inga Scharf – Vocalista (efectos)
- Stefan Schmidt – Voces "rakkatakka" bajas, voces wahwah para los solos de guitarra
- Ross Thompson – Voces "rakkatakka" altas
- Ingo Sterzinger (Ike) – Voces "dandan" bajas
- Bastian Emig – Batería

### Artistas invitados
- Joakim Brodén - Voz en "Primo Victoria"
- Marcus Siepen - Guitarra en "Spelled in Waters"
- Helen Vogt - Voz en A Storm to Come